# جيري ماكين
جيري ماكين (بالإنجليزية: Jerry McCain)‏ هو موسيقي أمريكي، ولد في 18 يونيو 1930 في غادسدن في الولايات المتحدة، وتوفي بنفس المكان في 28 مارس 2012.

## وصلات خارجية
- جيري ماكين على موقع ميوزك برينز (الإنجليزية)
- جيري ماكين على موقع أول ميوزيك (الإنجليزية)
- جيري ماكين على موقع ديسكوغز (الإنجليزية)